# علم الأحياء الدقيقة الخلوي

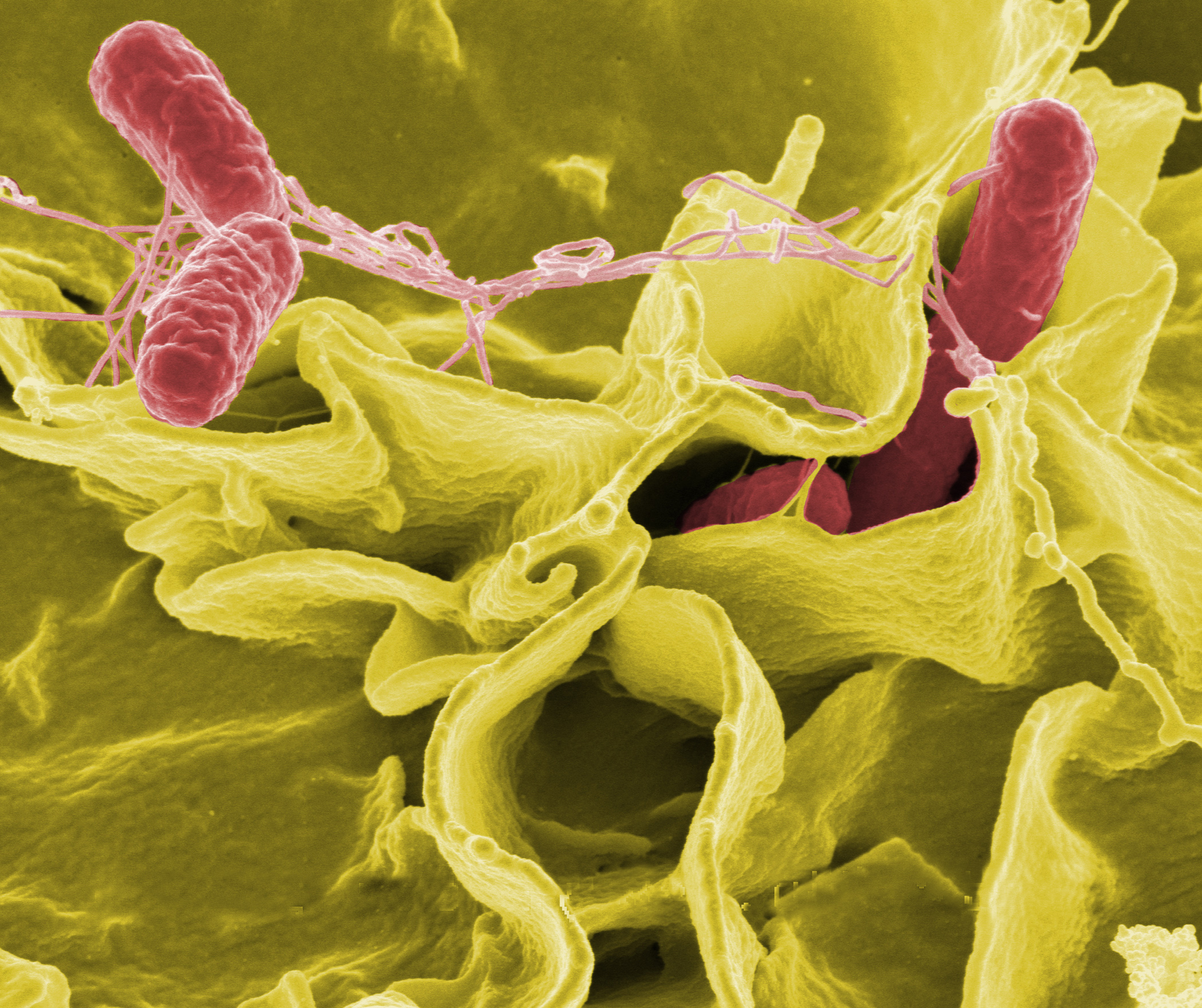
بكتيريا السلمونيا (الموضحة بالأحمر) تغزو الخلايا البشرية المستزرعة

علم الأحياء الدقيقة الخلوي (Cellular microbiology) هو أحد التخصصات الذي يصل بين علم الأحياء الدقيقة وعلم الأحياء الخلوي.
تمت صياغة المصطلح «علم الأحياء الدقيقة الخلوي» عام 1996. في إحدى مقالات مجلة ساينس. وزاد حجم التعاون والاعتماد المتبادل بين علم الأحياء الدقيقة وعلم الأحياء الخلوي في السنوات الماضية، وقد اقترحت وناقشت العديد من المؤتمرات العلمية بزوغ هذا التخصص الجديد.
يسعى علم الأحياء الدقيقة الخلوي إلى استخدام الميكروبات المسببة للأمراض كأدوات لأبحاث علم الأحياء الخلوي واستخدام أساليب علم الأحياء الخلوي لاستيعاب الأمراض التي تحدثها الميكروبات. استُخدمت التوكسينات وعوامل الفوعة من الميكروبات لعقود للتأثير على العمليات في الخلايا ذات الحقيقات النووية ودراستها. وعلى ما يبدو بطريقة متزايدة أن تطبيق المادة السامة المنقاة على الخلية لا يقدم دائمًا الصورة الكاملة واستيعاب دور المادة السامة في العوامل المسببة للأمراض وتعد الطريقة التي تدعم بها المادة السامة الميكروب وطريقة إنتاج المادة السامة والتطور المشترك للمادة السامة ونظرائها في الخلية المضيفة أمرًا بالغ الأهمية.
وقد تم توضيح العديد من العمليات الخلوية حقيقية النواة باستخدام «أدوات» ميكروبية. يعد الهيكل الخلوي موضوعًا رئيسًا في هذه الفئة. تُغير العديد من الميكروبات وتؤثر على تركيب أو تدهور الهيكل الخلوي للخلية المضيفة، خاصة شبكة الأكتين. تستخلص الميكروبات الموجودة بين الخلايا، مثل البكتيريا والسلمونيا والشغيلا كوثرة الأكتين في الخلايا المضيفة التي ليست لها القدرة على استيعاب الميكروبات (غير البلعمية). يتسبب ذلك في تكوين التوقعات التي تبتلع البكتيريا في نهاية المطاف. تمنع البكتيريا مثل، يرسينيا بلمرة الأكتين في الخلايا البالعة، وبالتالي منع امتصاصها. يحاول علم الأحياء الدقيقة الخلوي استيعاب تلك العمليات وطريقة دعمها لـلعدوى. تعد العمليات حقيقية النواة الأخرى التي تؤثر عليها الميكروبات والتي يتم إجراء الأبحاث عنها باستخدام ميكروبات توصيل الإشارة والتمثيل الغذائي والحويصلة المهربة ودورة الخلية والتنظيم النسخي، على سبيل المثال لا الحصر.
في الوقت الحالي، امتد نطاق علم الأحياء الدقيقية الخلوي ليشمل فحوصات علم الأحياء الخلوي لـلميكروبات نفسها. “مجال علم الأحياء الدقيقة الخلوي عبارة عن مزيج من مجالين: علم الأحياء الدقيقة الجزيئية وعلم أحياء الخلية، قال البروفسير جاسيك هاويجر (Jacek Hawiger) رئيس قسم علم الأحياء الدقيقة وعلم المناعة في جامعة فاندربيلت (Vanderbuilt University) خاصة في حالة الخلايا البكتيرية، بدأ استخدام التكنولوجيا الجديدة للكشف عن مستوى عال من التنظيم داخل الخلايا البكتيرية نفسها. على سبيل المثال، المجهرية ذات الاستشعاع عالية الدقة  ومجهر القوة الذرية  لتوضيح طريقة الخلايا البكتيرية.